# Juan Aguirre
Juan Vicente García Aguirre (San Sebastián, Guipúzcoa, 11 de febrero de 1965) es un músico español, componente del dúo Amaral y anteriormente del grupo Días de Vino y Rosas.

## Biografía
Hijo de emigrantes aragoneses nació en el barrio de Gros de San Sebastián, aunque pasaron a vivir a Zaragoza cuando él todavía era «muy pequeño, casi un nene».
Con tan solo 13 años empezó a tocar su primera guitarra eléctrica, y pasaba gran parte de su tiempo escuchando música de The Beatles, The Rolling Stones, The Byrds y otros. Por esa época se dio cuenta de que le gustaba la música más de lo normal, con una atracción especial por las guitarras. Su primera guitarra eléctrica fue una imitación de Fender Stratocaster. Se la regaló su abuela a los doce años.
Estudió Arqueología, pero tenía muy claro que lo que quería era formar un grupo, hacer canciones y tocar. No se imaginaba dedicarse a otra cosa que no fuera la música.

## Su primer grupo: Días de Vino y Rosas
Tocó la guitarra en el grupo Días de Vino y Rosas, banda de pop-rock con matices psicodélicos que nació en 1986 con Juan como cofundador, junto a Enrique de Pablo (voz). En 1987, se incorporaron a la banda Carlos Alda (bajo) y Gonzalo Alonso (Gonso, batería en aquel momento), ambos provenientes de Los Modos. Durante los años 88 y 89 salen del grupo Enrique y Carlos, y en verano del 89 se forma ya el núcleo del grupo: Juan Aguirre (guitarra principal y coros), Blanca de Haes (bajo, teclados y coros) y Gonso (voz, guitarra, saxofón y piano). En 1991, Ramón Gacías entra en el grupo como batería. Ficharon por Ariola en el 90 y publicaron su debut y único disco en 1991, de nombre homónimo al grupo. Despertaron serias expectativas de banda con futuro luminoso en el 92, y se acabó todo en 1995. La canción más popular que tuvieron fue "Biarritz", versionada años después por Amaral. Su último concierto fue en agosto de 1995, y la disolución oficial del grupo en septiembre del mismo año, mediante una nota emitida a los medios.
En 1993 se graba la demo para el segundo disco, en el Estudio 55 de los hermanos Gacías, disco que nunca se grabó definitivamente. En 1994 se graba su última maqueta (compuesta por cinco temas) en los Estudios Central de Zaragoza. En 1994 hicieron una gira por Holanda. Acabaron siendo expulsados de BMG Ariola, las razones pudieron ser por las escasas ventas del disco o por las exigencias de la banda a la discográfica de una mayor y mejor promoción. Fue un grupo más apoyado por la crítica especializada que por el público en general, aunque eran una de las principales referencias underground del panorama zaragozano con llenos en casi todos sus últimos conciertos. Según Juan Aguirre, estuvieron «en el lugar adecuado, pero un poco antes del momento adecuado». Tras la decepción por el proyecto fallido de Días de Vino y Rosas, Juan perdió la motivación y se aisló. Se volcó en la música de los 60 y 70.

## Encuentro con Eva y primer álbum con Amaral
En 1992 conoce a Eva Amaral, en un pequeño estudio de grabación, en la trastienda del bar Central de Zaragoza. Simón, el guitarrista del grupo de Eva, "Lluvia Ácida", tenía un estudio casero de música para grabar maquetas, en el almacén. Simón llamó a Juan, para unos arreglos «quería que metiera unas guitarras muy en su onda», cuenta Eva, «porque Juan siempre ha tenido un estilo muy peculiar, muy suyo». Se recorrieron todos los bares tocando. Después empezaron a viajar esporádicamente a Madrid, luego pasaron temporadas más largas, durmiendo de prestado en casas de amigos; trabajaron en el sector de la hostelería, y un largo etcétera, mientras actuaban en Libertad 8, en San Mateo 6, en El Rincón del Arte Nuevo y en La Boca del Lobo.[cita requerida] Llegó el día en que Jesús Ordovás los pinchó por primera vez en Radio 3. Y el episodio en que un tipo se acerca después de un concierto y dice: «Hola, soy de la compañía Virgin, me gustaría hablar con vosotros...». Entonces, en algún momento hace 10 años, [1997] decidieron quedarse en Madrid.
El nombre del grupo fue idea de Juan, quien tomó el apellido de Eva a pesar de que ella en un principio no lo aceptaba. «Estábamos buscando un nombre y yo le decía "tía, a mí tu apellido me gusta mogollón, porque es misterioso y porque es como musical". [...] A mí me costó convencerla porque me decía que le sonaba a “señorita Amaral, salga a la pizarra” y tuve que estar un mes insistiendo hasta que cedió. Y creo que es un buen nombre». Durante varios años, se dedican a componer y a tocar en pequeñas salas de Zaragoza. Dice Aguirre que «empezamos con la música pero nunca pensando que íbamos a salir en la tele o que íbamos a grabar discos, lo que pasa es que luego, poco a poco, sin darnos cuenta, pues a la gente le iba gustando, venía a vernos… De repente, habíamos creado una especie de “monstruito” que nos estaba superando. Cuando ya habíamos tocado en casi todos los sitios de Zaragoza, pues empezamos a tocar en Barcelona, en Bilbao, en Madrid. En Madrid flipamos, porque había muchos sitios pequeños donde se podía tocar y empezó a pasar lo mismo que en Zaragoza, que empezó a venir gente y gente que nos decían que les molaban las letras, la voz, el sonido… y empezaron los primeros contactos de gente de discográficas que nos “tiraban los tejos».
En 1997 se traslada junto a Eva a Madrid, y ese mismo año firman con Virgin-EMI y el 18 de mayo de 1998, sale a la venta su primer álbum, de nombre homónimo, bajo la producción de Pancho Varona y Paco Bastante.
Afirma Aguirre que la discográfica nunca les ha puesto ningún tipo de restricción. «Teníamos muy claro que nosotros queríamos libertad absoluta: para hacer las portadas de los discos, el sonido de la banda, las canciones y, bueno, la verdad es que tampoco fue tan difícil porque teníamos un buen núcleo de gente que nos oía. Tenemos libertad absoluta desde el principio y nunca vamos a hacer nada que no sea en esas condiciones».

## Segundo intento y la llegada del éxito con el tercer álbum
En el año 2000, después de realizar una gira de presentación con su primer disco y haberse hecho un espacio en la escena musical del pop español, Amaral graba en Londres su segundo álbum, titulado Una pequeña parte del mundo y contenía 13 canciones: 12 propias del grupo y una versión de la canción "Nada de nada" de la desaparecida Cecilia. En esta ocasión bajo la producción de Cameron Jenkins, que fue ingeniero de sonido de los Rollings Stones, George Michael y Elvis Costello. Eva le conoció en la grabación de unas colaboraciones para un disco de Enrique Bunbury. A Cameron le encantó la extraordinaria voz de Eva desde el momento que la escuchó por primera vez, proponiéndoles trabajar con él. Jenkins se encargaría de producir todos los discos de Amaral hasta 2008.
Graban de nuevo en Londres su tercer álbum que llevó por nombre Estrella de mar. Este álbum se convertiría en el disco nacional más vendido en España en 2002 y en el álbum más exitoso de la banda hasta la fecha con más de 2 millones de copias vendidas. El álbum ocupa el vigésimo cuarto puesto en la lista de Los 50 mejores discos del rock español, confeccionada por la revista Rolling Stone. Hicieron una macrogira de dos años (el segundo en formato gira «de teatros») en la que dieron más de 200 conciertos y fueron teloneros de Lenny Kravitz. Además, en 2003, Eva protagoniza un corto dirigido por Andreu Castro llamado "Flores para Maika".

## Tendinitis, teloneros de Bob Dylan y cuarto trabajo
Eva Amaral teloneó a Bob Dylan en su gira española en solitario y con guitarra acústica, dado que Juan Aguirre sufría de tendinitis. «No existe una explicación física», dijo Juan «creo que fue una reacción psicosomática a todo el estrés. La presión se me subió en el momento más inoportuno, y me encontré incapaz de poder disfrutar lo que más deseaba; el doctor me prohibió tocar la guitarra. Fueron seis meses muy duros, de mucha angustia y bastante reflexión». Por ese motivo se canceló la participación del grupo en el primer concierto en Barcelona, para retomar su participación, ya con Eva en solitario, en el siguiente, aunque Juan salía a tocar la armónica al final. La tendinitis de Juan aplazó la grabación de Pájaros en la cabeza porque Eva no estaba dispuesta a grabar sin él.
En noviembre del 2004, Eva y Juan parten a Londres en donde graban su cuarto disco Pájaros en la cabeza con 14 nuevas canciones. El álbum sale a la venta el 14 de marzo de 2005 y en junio comienza su gira en Salamanca, que recorrería España en 41 conciertos, concluyendo a mediados del mes de octubre en Bilbao. Más adelante, llevarían la gira a México, Chile y Argentina. Amaral se detiene el 15 de septiembre en Barcelona para grabar el concierto y editarlo en DVD, el cual saldría a la venta el 28 de noviembre de ese mismo año bajo el nombre de El comienzo del big bang. Pájaros en la cabeza fue el disco más vendido en España en 2005, según la SGAE.

## Quinto disco, autogestión y primer álbum en directo
En verano de 2007, en plena composición del disco "Gato negro♦Dragón rojo", la madre de Eva Amaral falleció y la cantante no se veía con fuerzas para continuar. «En un principio pensé que encerrándome en el estudio lo iba a superar, pero no fue tan fácil. Pero aquí seguimos, al pie del cañón, gracias a Juan, que me apoyó mucho». Y continúa Eva, «Se nos pasó por la cabeza dejarlo. No lo hicimos, pero sí lo pensamos». Por su lado, Juan afirma que estuvieron «a punto de dejarlo. Fue una época mala y pensamos que igual esto no nos hacía felices. Nos gustaba hacer música pero no ser personajes públicos. Hay cosas que te pasan que te convierten en algo parecido a un muñeco, como el de portada de "Pájaros en la cabeza».
Durante esos días de crisis, el productor Scott Litt les acababa de responder un correo electrónico que Juan le había enviado. «Le habíamos enviado un tema y nos dijo que la voz sonaba brutal y que quería vernos. Yo me quedé alucinado, creí que era una broma», narra Juan. Así, Scott se trasladó a Madrid, donde trabajó un par de semanas con la banda. Pero Juan y Eva no superaban el bajón personal. Se lo explicaron a Scott y él lo entendió y suspendió el trabajo conjunto. «Pensamos que si haces una cosa hay que hacerla a muerte. Y aquel no era nuestro mejor momento. Preferimos lamernos las heridas a nuestra bola. Nos importamos más a nosotros mismos que el grupo», sigue Juan.
Finalmente, Eva y Juan comenzaron el año 2008 versionando "A Hard Rain's a-Gonna Fall" de Bob Dylan, canción promocional para la Expo Zaragoza 2008. Su versión se llamó Llegará la tormenta. El 27 de mayo de 2008 salió a la venta el quinto álbum de estudio del dúo zaragozano con el título "Gato negro♦Dragón rojo". Es un disco doble que cuenta con 19 canciones.La gira 2008 comenzó en Zaragoza en diciembre de 2008. Estuvieron acompañados por una nueva banda, integrada por Coki Giménez (batería), Zulaima Boheto (chelista), Octavio Vinck (guitarra acústica), Iván González (bajo) y Quique Mavilla (teclados). En 2009 giraron de nuevo y comenzaron la gira en marzo en el Palau de la Música de Barcelona, concierto incluido dentro del Festival de la Guitarra de la Ciudad Condal. En julio de 2009 participaron en el concierto de MTV España "MTV Murcia Night" celebrado en Cartagena a los pies de la muralla de Carlos III y ante más de 35.000 personas.
El 22 de septiembre de 2009, y cerrando el ciclo de Gato Negro♦Dragón Rojo, Amaral publicó un doble CD+DVD/Blu-Ray, titulado La barrera del sonido, que contiene el concierto grabado en el Palacio de los Deportes de Madrid en octubre de 2008, cerrando de esta manera y en palabras de Juan Aguirre una etapa para dar inicio al nacimiento de una banda nueva en el próximo álbum de estudio.
Con "Gato negro♦Dragón rojo" comenzaron a autogestionar sus propias canciones. Eva Amaral dijo al respecto que «[…]es una idea que surgió en 2006 y que en 2007 pusimos en marcha. Este año [2011] hemos visto que suscitó interés. Para nosotros es un paso más». «Es algo que viene de largo. Empezamos ya el camino de la autogestión con el disco 'Gato Negro, Dragón Rojo', pero la idea que teníamos es de hacía ya varios años. Teníamos idealizado ese mundo en el que el grupo se autogestiona y en el que todo es mucho más familiar. Como te comentaba, el disco anterior lo empezamos ya con nuestro propio sello, pero lo distribuía EMI, y en este hemos dado otro paso más. La distribución la hace una empresa pequeña que es española, y la verdad es que estamos muy contentos. No tenemos ningún problema con EMI ni nada por el estilo. De hecho seguimos manteniendo muy buena relación ellos,».
En este disco, Juan interpreta por primera vez un tema como voz principal en un álbum de Amaral, "Es sólo una canción". Sobre esta grabación dice que es «algo anecdótico, no soy cantante ni lo pretendo. Esta canción nos encanta a los dos pero cuando la grabamos Eva acababa de perder a su madre y esta canción es muy vital y… Eva es muy honesta si no le sale cantar algo en un momento, no lo hace. Me dijo que le gustaba escuchar la canción en mi tono de voz y me empujó de alguna manera a cantarla».

## Premio Nacional de las Músicas Actuales y banda sonora deUn dios que ya no ampara
El 27 de octubre de 2010, el Ministerio de Cultura de España otorga el II Premio Nacional de las Músicas Actuales 2010 a Amaral por su «aportación a la renovación del panorama musical actual». El galardón estaba dotado con una suma económica de 30.000€. El jurado, presidido por el Director General del Instituto Nacional de las Artes Escénicas y de la Música (INAEM), Félix Palomero, estaba formado por Dania Dévora, Rosa León, Diego Alfredo Manrique, Luis Mendo, Beatriz Pécker, Joan Manuel Serrat y ejercía como vicepresidente el Subdirector General de Música y Danza del (INAEM), Antonio Garde, otorgó el premio por mayoría.
En un comunicado oficial, la banda agradece el premio al jurado y se lo dedica a todos sus seguidores. Asimismo, reconocen su evolución (desde pequeñas salas hasta grandes conciertos) y toman este galardón como un punto y seguido en la búsqueda del concierto perfecto y de su mejor disco. La dotación económica se destinó a la Fundación Vicente Ferrer y servirá para construir 16 viviendas en el poblado de Madirebail, en la región de Anantapur, y para garantizar los estudios universitarios de 4 alumnos. El premio se entregó el 12 de julio de 2011 en La Seu Vella (Lérida), en presencia de los príncipes de Asturias acompañados de la ministra de Cultura, Ángeles González-Sinde; el consejero de Cultura, Ferrán Mascarell y el alcalde de la ciudad, Ángel Ros. El premio lo recogió Jordi Folgado, director general de la Fundación Vicente Ferrer.
En 2010, Juan Aguirre fue el encargado de poner la música en el corto documental "Un Dios que ya no ampara", de Gaizka Urresti, basado en textos del periodista Miguel Mena, que después sería nominada a los Premios Goya en la categoría de "Mejor Cortometraje Documental".

## Nuevo disco bajo sello propio y polémica con Rubalcaba
En la rueda de prensa de presentación de "Hacia lo salvaje" en junio de 2011, se produjo un malentendido que aludía al, por entonces, ministro del Interior del Gobierno de España, Alfredo Pérez Rubalcaba. Todo comenzó con una alusión en el Congreso al grupo y su canción "Sin ti no soy nada" que Rubalcaba empleó para responder a la pregunta de Gil Lázaro (PP) sobre el caso Faisán. «¿Qué haría usted sin mí y sin el caso Faisán? Es como la canción de Amaral, ‘Sin ti no soy nada’», replicó Rubalcaba. Según ellos mismo dijeron, a Amaral les entró la risa al ver el vídeo. Más tarde, en la citada rueda de prensa, Juan Aguirre arremetió contra el uso de sus canciones por parte de los políticos, aludiendo a la mención de Rubalcaba, y también contra el comportamiento de los políticos en el congreso. Sus palabras fueron las siguientes:
- «Tenemos fortuna pero tienes que librarte del poder a codazos porque te quiere abducir, hacerse la foto contigo. Te nombran en el Congreso y tú dices, ‘mira, tío, no me toques los huevos, las canciones son de todos, son tuyas y de un tío cuya vida no tiene nada que ver con la tuya’. A mí me molesta cuando estamos pagando muy bien a una gente que se dedican a hacer peleas de escolares y por el camino te nombran a ti. Mira, tío, dedícate a resolver los problemas y no a hacer chanzas y gracias. Me gustaría que entendieseis lo duro que es para un grupo popular en España no dejarse abducir por el poder, y decir ‘no voy a recoger el premio de manos de no sé qué institución en la que no creo desde que tengo uso de razón política’. Que no voy a hacer la revolución con un disco, ya lo sé, no soy tan niño, pero por lo menos no me utilices».

Más tarde, a raíz de esas declaraciones, se formó una polémica alrededor de Aguirre que él no dudó en aclarar diciendo, entre otras cosas que él quería «expresar mi rechazo a las peleas dialécticas de los diputados que casi nunca reflejan la vida de la gente de la calle. Puse como ejemplo el día en que el Vicepresidente del Gobierno nombró a nuestra banda en medio de una refriega con un miembro de la oposición», que él se pronunció «en contra del bipartidismo y del sometimiento del poder político a los poderes económicos. Un tema que considero demasiado importante como para ser tratado frívolamente» y que «dije exactamente que “las canciones son de todos” pero que sería mejor que se ocuparan de resolver los verdaderos problemas en lugar de hacer bromas. Es obvio que nunca pretendí negar el derecho de nadie a mencionar una canción, nuestra o de cualquier otro músico. Y desde luego, no pretendía atacar al Sr. Rubalcaba, por más que muchos se empeñen en hacer que así parezca».
"Hacia lo salvaje" es el título del sexto álbum de la banda, publicado el 27 de septiembre de 2011 ya bajo el nuevo sello creado por la banda, “Antártida” y producido por ella misma, Juan Aguirre y Juan de Dios Martín. Eva explica el nombre del sello diciendo que «desde que editamos el disco con nuestro sello, resulta que no teníamos nombre porque somos un poco desastre (risas). Tampoco le dábamos importancia a si era nuestro sello o el de Pepito Records. Decidimos ponerle 'Antártida' porque justo estábamos haciendo esta canción y nos sugirió ese título. Nos gustaba mucho la imagen de la Antártida, que es un lugar idealizado totalmente porque no hemos estado nunca allí. Pero nos gustaba la blancura, algo que es tan puro y tan real que te deslumbra. Y también nos traía a la hoja en blanco a la que te enfrentas cada vez que comienzas a escribir una canción».
La gira de presentación comenzó en Zaragoza el día 6 de octubre dónde dieron cinco conciertos consecutivos con todas las entradas vendidas. "Hacia lo salvaje" fue elegido el tercer disco español más importante de 2011 por la revista Rolling Stone.

## Discografía
- Con Días de Vino y Rosas

1991" Días de vino y rosas.
| Fecha de lanzamiento     | Título                      | Tipo de álbum                   | Ventas                    |
| ------------------------ | --------------------------- | ------------------------------- | ------------------------- |
| 18 de mayo de 1998       | Amaral                      | Álbum de estudio                | Entre 70.000 y 80.000     |
| 17 de marzo de 2000      | Una pequeña parte del mundo | Álbum de estudio                | 80.000.                   |
| 4 de febrero de 2002     | Estrella de mar             | Álbum de estudio                | 2.000.000                 |
| 14 de marzo de 2005      | Pájaros en la cabeza        | Álbum de estudio                | Alrededor de 1.000.000    |
| 27 de noviembre de 2005  | El comienzo del big bang    | DVD en directo                  | Más de 25.000 copias      |
| 10 de diciembre de 2006  | Caja Especial Navidad       | Caja recopilatoria              | 50.000                    |
| 27 de mayo de 2008       | Gato negro◆Dragón rojo      | Álbum de estudio                | 200.000                   |
| 5 de febrero de 2009     | Granada                     | EP de versiones                 | Descarga digital gratuita |
| 22 de septiembre de 2009 | La barrera del sonido       | Doble DVD + doble CD en directo | 30.000                    |
| 27 de septiembre de 2011 | Hacia lo salvaje            | Álbum de estudio                | 60.000                    |